# Hermann-Sinsheimer-Plakette
Die Hermann-Sinsheimer-Plakette ist eine literarische Auszeichnung, die seit 2000 in geraden Jahren von der pfälzischen Stadt Freinsheim (Rheinland-Pfalz) vergeben wird. Sie ist mit 1000 Euro dotiert. In ungeraden Jahren verleiht die Stadt den Hermann-Sinsheimer-Preis. Beide Auszeichnungen erinnern an den in Freinsheim geborenen jüdischen Schriftsteller, Theaterkritiker und Journalisten Hermann Sinsheimer (1883–1950). Dieser musste in der Zeit des Nationalsozialismus nach England fliehen; zwei seiner Geschwister wurden Opfer des Holocaust.
Die Geehrten werden nicht unbedingt als Literaten, sondern in erster Linie wegen ihrer Verdienste um die Literatur gewürdigt. Initiator der Auszeichnungen war Gert Weber (1927–2010). Dieser wurde 2006, bei der 4. Vergabe, für sein Lebenswerk selbst mit der Hermann-Sinsheimer-Plakette geehrt.

## Preisträger
| Hermann-Sinsheimer-Plakette | Hermann-Sinsheimer-Plakette |
| --------------------------- | --------------------------- |
| 2024                        | Dagmar Gilcher              |
| 2022                        | Volker Gallé                |
| 2020                        | Michael Werner              |
| 2018                        | Michael Konrad              |
| 2016                        | Roland Paul                 |
| 2014                        | Arnim Töpel                 |
| 2012                        | Hans-Peter Schwöbel         |
| 2010                        | Chawwerusch Theater         |
| 2008                        | Gabriele Weingartner        |
| 2006                        | Gert Weber                  |
| 2004                        | Michael Bauer               |
| 2002                        | Marliese Fuhrmann           |
| 2000                        | Wolfgang Diehl              |